# Crazy Horse

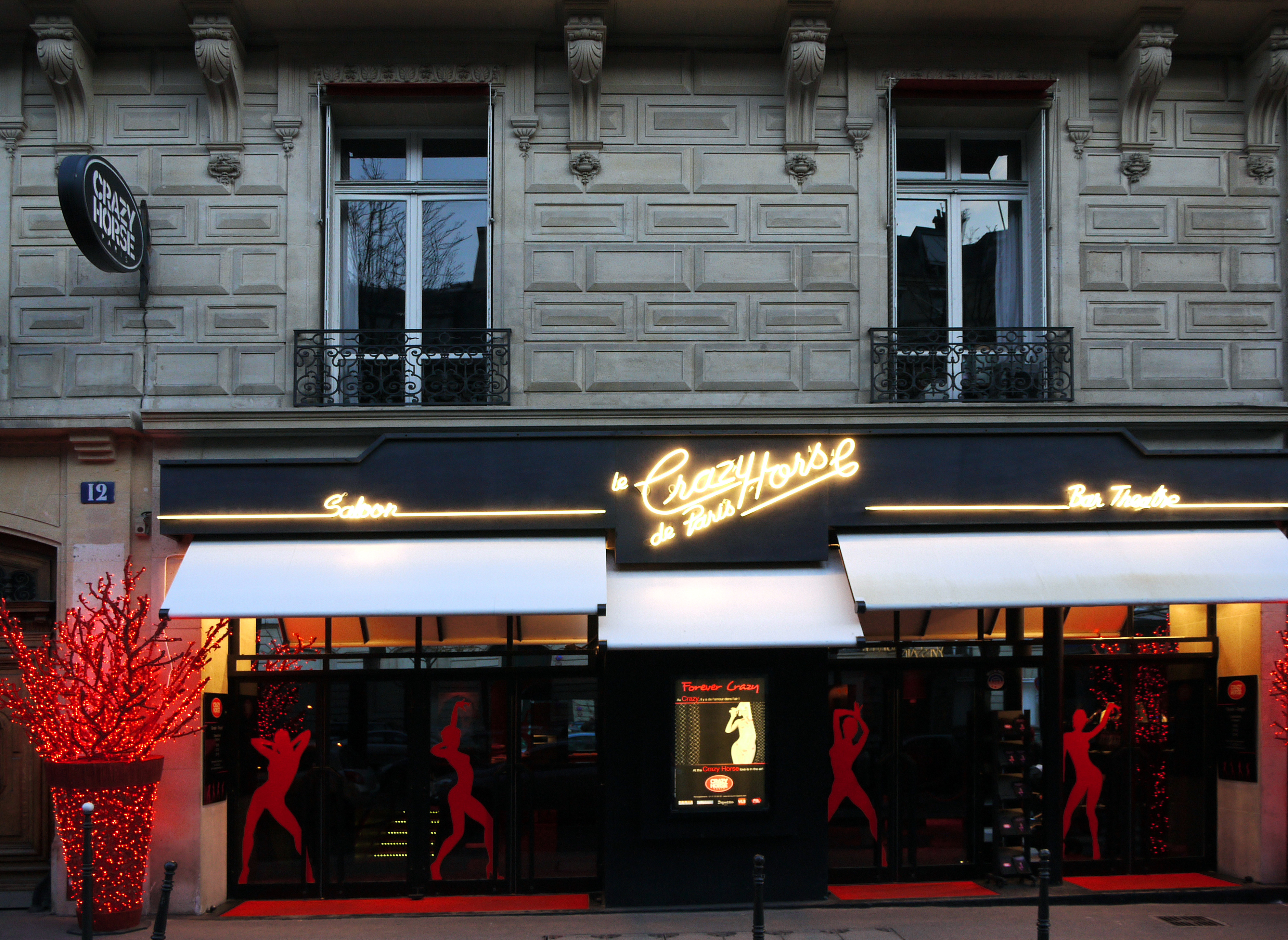
Вход в кабаре

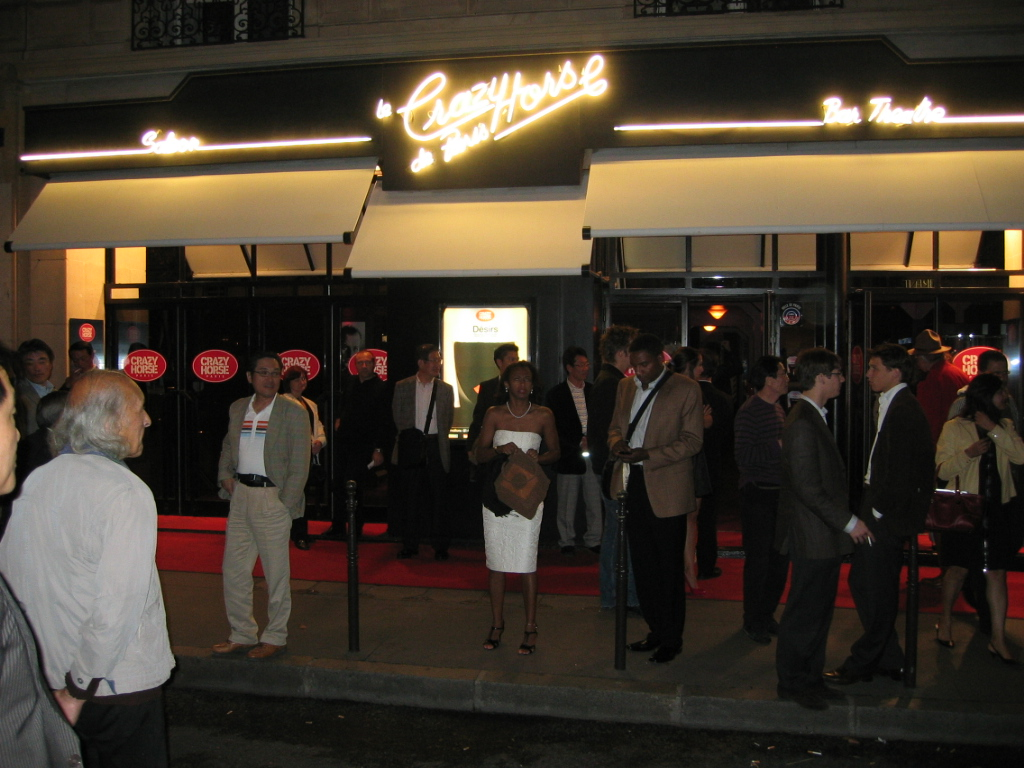
Публика в предвкушении шоу

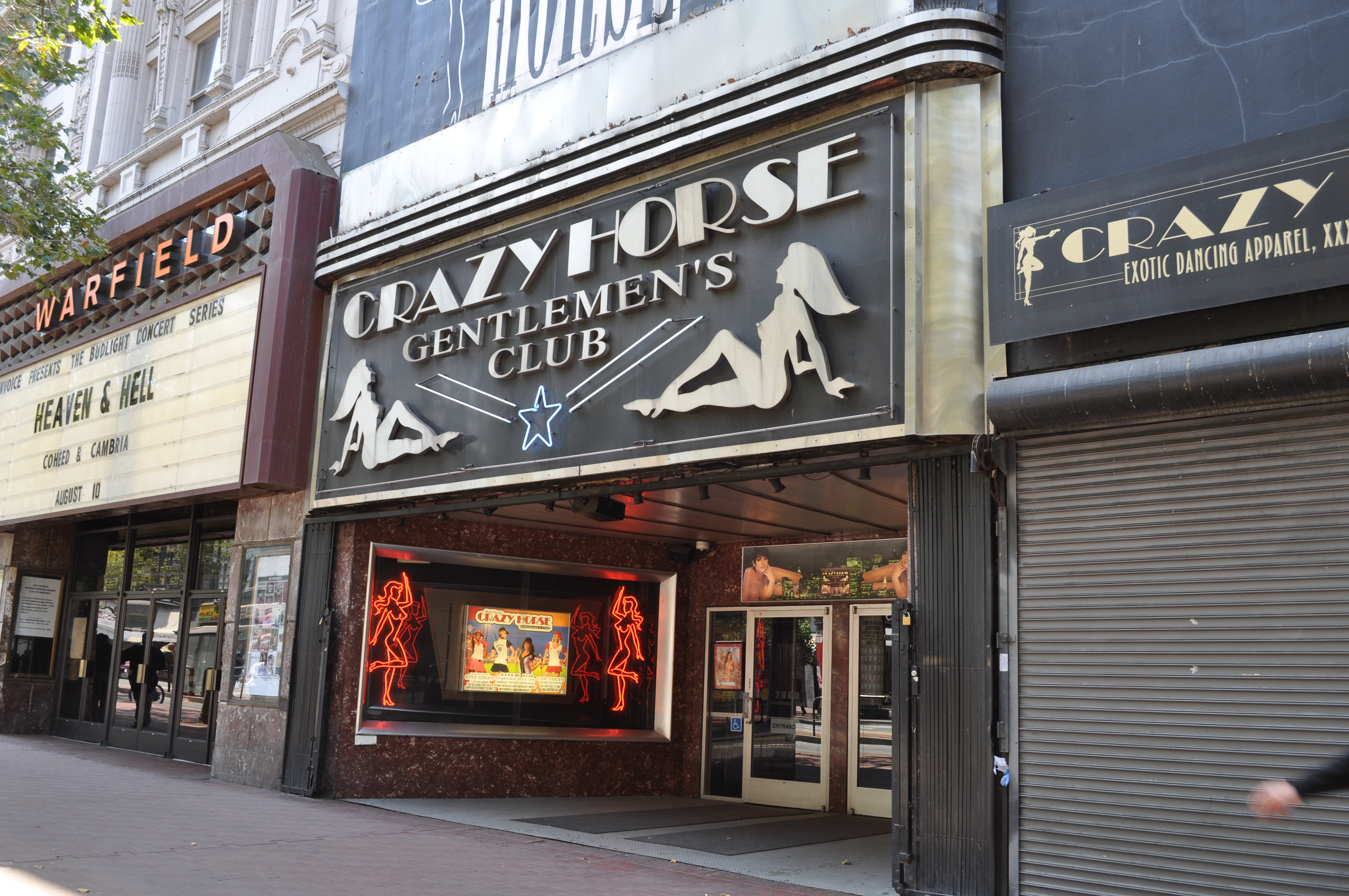
Клуб дал названия ряду заведений по всему миру

Crazy Horse (фр. Le Crazy Horse de Paris — дикая, необъезженная лошадь) — знаменитое парижское кабаре, основанное в 1951 году.
Отличительной чертой, изюминкой стал принцип отбора танцоров и танцовщиц. Они должны были обладать весьма жестким, ставшим позже характерно узнаваемым, «фирменным» набором внешних данных, таких как: стандартный рост, стройность, подтянутость, общая схожесть черт и даже объём и форма груди. Именно в этом кабаре впервые девушки ногой сбивали шляпы с посетителей.

## Шоу, не перестающее удивлять
Создателем кабаре стал Ален Бернарден (фр. Alain Bernardin). Он изначально отказался от узкой направленности представления и стал включать в программу номера клоунов, мимов, иллюзионистов, жонглёров, применять лазерные эффекты, запускать акробатические номера танцовщиц с использованием страховочных ремней. Яркие запоминающиеся выступления с огнём, фокусы, отточенная хореография, быстро выделили «Crazy Horse» из десятков однообразных проектов.
Сам Алан говорил так:

«Волшебство — это мечта. Нет ничего более чарующего, чем магическое шоу. И то, кем становятся девушки в нашем шоу, тоже волшебство. Потому что такими обворожительно красивыми, как на сцене, в обычной жизни, — они не бывают никогда. И это всё магия света и чудо наряда. Я осуществил свои мечты и грёзы на сцене (англ.).»
Оригинальный текст (англ.)«Magic is a dream. There is no show that is more dreamlike than a magic show. And what we do with the girls is magic, too, because they aren’t as beautiful as you see them onstage. It’s the magic of lights and costumes. These are my dreams and fascinations that I put onstage.»
После самоубийства Алена Бернардена в 1992 году дело перешло к его трем сыновьям.
Они стали практиковать приглашение знаменитостей на определённое количество номеров, а на постановку шоу именитых хореографов. Среди многих в «Crazy Horse» выступали: Дита фон Тиз, Кармен Электра, Памелла Андерсон, Кевин Джеймс, продержавшийся несколько лет.
В 2011 году в «Le Crazy Horse Paris Group» работали 45 танцовщиц из 15 стран, в том числе Франции, Австралии, Новой Зеландии, России, Италии, Азербайджана, Швейцарии и Румынии. Возраст танцовщиц от 21 до 33 лет.

### Бренд
Бренд «Crazy Horse» используется рядом клубов и кабаре по всему миру.